# معلش إحنا بنتبهدل (فلم)
معلش احنا بنتبهدل (بالفصحى: لا مشكلة، نحن نُهان) هو فيلم مصري كوميدي إنتاج عام 2005.

## قصة الفيلم
تدور أحداثه حول القرموطى الذي يسافر مع ابنه إلى العراق قبل الغزو الأمريكي، أثناء الحرب يبحث الاب عن الابن في بغداد للبحث عنه.
ويتناول الفيلم شخصية القرموطي وهي شخصية هزلية كوميدية لفلاح مصري يضطر للسفر إلى العراق للبحث عن ابنه «القرموطى الصغير» وحيد الذي سافر هناك للبحث عن عمل لكن اندلاع الحرب الأميركية على العراق أدى إلى انقطاع الاتصالات بين الأب وابنه.
ولأن شخصية القرموطي، التي يؤديها الممثل أحمد آدم تتميز بالكذب وادعاء أنه على علاقة بكبار القوم وبالكثير من الشخصيات العالمية مثل الأمين العام للأمم المتحدة كوفي عنان وبرئيس الوزراء البريطاني توني بلير وبالرئيس الأمريكي جورج دبليو بوش ورئيس العراق السابق صدام حسين فهو يتعرض في العراق لمواقف كوميدية مع قوات الاحتلال خاصة عندما يدعي أن له علاقة شخصية مع الرئيس الأميركي الذي يسمع بذلك فيستدعيه إلى البيت الأبيض، لتكتمل المواقف الكوميدية بسخرية القرموطي من بوش وحكومته وحصول مواقف أخرى طريفة له في البيت الأبيض وهي سخرية تنطوي على نقد لاذع للسياسة الأمريكية.
ويعد أول فيلم مصري ينتقد شخصية الرئيس الأميركي جورج بوش التي يجسدها الممثل الأميركى «ديفيد برنت».

## بطولة
- أحمد آدم
- أميرة العايدي
- أحمد راتب
- علاء مرسي
- مها أبو عوف
- حسن مصطفى
- سعيد طرابيك
- مصطفى هريدي
- سارة بسام

## وصلات خارجية
- مقالات تستعمل روابط فنية بلا صلة مع ويكي بيانات